# Aulacus ochreus
Aulacus ochreus (лат.) — вид перепончатокрылых наездников рода Aulacus из семейства Aulacidae. Колумбия (департамент Магдалена), Коста-Рика (провинция Гуанакасте).

## Описание
Перепончатокрылые наездники. Цвет тела в основном жёлтый; переднее крыло гиалиновое с чёрной вершиной. Голова в дорсальном виде узкая за глазами; глаз расположен близко к заднему краю головы в боковом виде; голова и мезосома с крупными и широко расставленными пунктурами; нотаули V-образно сходятся в транскутальном сочленении. Задние конечности блестящие, без килей и пунктировки; яйцеклад 2,2 × длина переднего крыла. Затылочный киль отсутствует. Передние крылья с поперечной жилкой 2r-m. Претарзальные коготки простые, не гребенчатые и без зубцевидных выступов вдоль внутреннего края. Усики длинные 14-члениковые у обоих полов. Формула щупиков 6,4. Грудь с грубой скульптурой. Имеют необычное прикрепление брюшка высоко на проподеуме груди. Вид был впервые описан в 2005 году американским энтомологом Дэвидом Р. Смитом (Национальный музей естественной истории, Смитсоновский институт, Вашингтон, США).